# Gil Santos
Gil Santos (* 19. April 1938 in Acushnet, Massachusetts; † 19. April 2018) war ein langjähriger Hörfunkmoderator der New England Patriots. Außerdem moderierte er eine Nachrichtensendung bei WBZ, einem Radiosender aus Boston, gab dieses jedoch gegen Ende Januar 2009 auf. Seine Moderatorentätigkeit für die New England Patriots endete 2013.
Seit 1966, mit einer Unterbrechung zwischen 1980 und 1990, moderierte er die Spiele der Patriots im Radio an. Er moderierte die Spiele auch drei Jahre im Fernsehen. Nebenbei arbeitete er auch für ABC als Rundfunkmoderator für Sportereignisse, so berichtete er von den Olympischen Sommerspielen 1984. Seit 1990 arbeitete er mit dem ehemaligen Kicker der Patriots Gino Cappelletti zusammen.